# Флавий Сатурнин
Флавий Сатурнин (на латински: Flavius Saturninus; † след 400 г.) e политик и magister militum на Римската империя през 4 век.
Сатурнин е християнин. Известно е, че е близък с един владика, подарява един манастир и си пише с Григорий Назиански.
Прави кариера във войската и се бие през 377/378 г. против готите. През 377 г. той участва в битката при Ад Залици (Ad Salices) до Дунав в Долна Мизия на 15 км от Марцианопол (днес в България) против Фритигерн. След това императорът на Изтока Валент го прави magister equitum и го изпраща с кавалерия в Тракия при Траян, magister peditum на Тракия. Двамата блокират прохода в Стара планина, откъдето трябва да минат готите.
Като magister militum per Thracias (на Тракия) той сключва по нареждане на императора на Изтока, Теодосий I, в началото на октомври 382 г. един договор с готите, който им дава земя на Долен Дунав, за което те в случай на война да служат като федерати (foederati). 
За благодарност през 383 г. той става консул заедно с Флавий Меробавд.
(На Запад до март консул е Теодосий I).
По време на празненството прочутият оратор Темистий държи хвалебна реч за него и Теодосий.
Сатурнин служи и при император Аркадий на Изток. През 400 г. е свален и изгонен от силния magister militum Гаинас. Малко след това той умира.